# Историја Кувајта
Историја Кувајта.

## Античка историја

### Грци
У 3. веку пре нове ере, Антички Грци су колонизовали острво Фаилаку, под Александром Великим, и дали му име „Икарос“. Неки верују да име потиче од острва са грчке обале, где се веровало да је закопан митски Икар, јер ово острво подсећа на Фаилаку. Други верују да је добило име због своје врелине, и веровања да је близу сунца.

## Оснивање Кувајта

### Анација и Бани Утуб (Ране миграције и насељавање)
Кувајт су почетком почетком 18. века основали разни кланови, који су се постепено насељавали током касног 17. века из Неђда на обале Персијског залива. Током ових миграција, разне племенске групе са различитим вештинама су се скупиле, и формирале ново племе, које је групно постало познато као Бани Утуб након миграција. Према локалном предању, Сабахани су мигрирали на југ, како би побегли од суше у Нађду, али су наишли на још туробније услове. Вратили су се у Надђ, тамо су се прегруписали са другим породицама, и преселили се у Зубару, на катарској обали. Како ни тамо услови нису били бољи, коначно су отишли на север у Кувајт, где су нашли воду, и касније се ту и населили. У задњој етапи пута, они су извршили atabu ila al-shamal (прелазак на север), што је једно од објашњења порекла имена Бани Утуб.

### Рани политички и економије развој

#### Рана економија
Мир у региону којим је доминирао Бани Калид, као и унутрашњи проблеми који су спречавали регионалне силе да се мешају, су оставили прилику за Бани Утуб да развију нове поморске вештине. Мада је Бани Калид контролисао луке, и одржавао мир, они су били првенствено пустињски-оријентисани људи, и нису много трговали путем мора. Неки сматрају да је Кувајт имао једну од најбољих природних лука у Персијском заливу; његова локација му је омогућила да профитира од караванске трговине за Алепо и Багдад, трговине са Шат ел-Арабом, и од кријумчарења на отоманску територију, због високих пореза. Самодовољност Бани Утуба и задовољеност пустињом је напуштена, када су се повезали у ову трговачку мрежу, која је укључивала трговину коњима, дрветом, зачинима, кафом, урмама, и посебно бисерима; Кувајт се налазио близу налазишта бисера која су се простирала дуж обале Персијског залива.

#### рано политичко окружење
Трговина је постала основа економије, и Бани Утуб су развили ново политичко и друштвено уређење како би организовали живот у сређеној привреди. Племенске традиције су одржане, али су постављене у контексту комплексне професионе и социјалне стратификације; трговина је била хијерархијски организована. Ловци на бисере су се разликовали од морнара, капетана, или трговаца. Доходак од трговине бисерима је дељен на основу занимања; на врху је био слој трговаца, чије језгро су чинили припадници Бани Утуба. Изнад трговацасу били припадници Ал-Сабах породице, који су од почетка били истакнути.

##### ал-Сабах
Убрзо након што је колонија основана, Сабах је постао вођа, и владао је до смрти, 1762. По једном предању, политичка власт је дошла у руке Сабаха, као плод експлицитног договора: 1716, вође породица ал-Калифа, ал-Сабах, и ал-Џалахима су се договориле да дају Сабахима превласт у владиним, и војним питањима, док би Калифе контролисале локалну трговину, а Џалахиме поморска питања. Други извори наводе да су након стизања у Кувајт, Бани Утуб одржали савет, и изабрали представника да оде у Басру и објасни њихове мирољубиве намере Отоманима. Изабран је Сабах, Сабах I ибн Џабер. Дипломатске вештине Сабаха су вероватно биле важне и према околним племенима, посебно како је опадала моћ Бани Калида. 
Постоје многе теорије о извору моћи породице Сабах. Ова породица је, због своје улоге у караванској (супротно од поморске) трговини, развила блиске везе са пустињом, због чега су тамо постали сакупљачи пореза, што је био важан извор прихода. Сматра се да су њиховом успону допринеле и административне функције, као што је контрола луке. 
Сабах I је умро 1762, и наследио га је најмлађи син, Абдулах. Убрзо након Сабахове смрти, 1766, ал-Калифе, и недуго затим, ал-Џалахиме, су групно напустиле Кувајт, и отишле у Зубару у Катару. Како су ал-Калифе и ал-Џалахиме били међу главним такмацима за власт, њихов одлазак је оставио Сабахе неприкосновене на власти, и на крају дуге владавине Абдулаха I (1762—1812), владавина Сабаха је била сигурна, а политичка хијерархија у Кувајту стабилно успостављена. 

##### Трговци
Иако је била стабилна, владавина породице Сабах је остала ограничена до дубоко у 20. веку. Ово је било због трговаца, који су захваљујући својој финансијској моћи и даље могли да утичу на планове Сабаха. Финансијски утицај трговаца је потицао од њихове контроле над трговином, и увозом. Како је њихово богатство било у покретним добрима, трговци су могли да изврше сецесију, и пребегну на околне територије, што би ослабило власт Сабаха, и отворило простор за нове дисиденте.

### Спољни односи
Кувајћани су имали први контакт са Британцима 1775, када су прво куга, а затим и Персијанци напали Басру, па је Британска источно-индијска компанија направила договоре да се Поштанска служба Персијски залив-Алепо преусмери кроз Кувајт. 
Такође, током овог периода, Британци су успоставили базу у региону. Њихово интересовање за Кувајт, и за Блиски исток генерално, је порасло, јер су Немци планирали да продуже своју предложену пругу Берлин-Багдад, до Кувајта.

## Атентат на Мухемада ибн Сабаха
Мада се Кувајтом номинално управљало из Басре, Кувајћани су традиционално имали релативно аутономан статус; њихова културна интеграција са емиратима Залива је формирала мрежу племенских и трговачких односа, који су били јачи од веза са отоманским Ираком. Османско царство је било пред банкротом, и када су европске банке преузеле контролу над отоманским буџетом 1881, захтеван је додатни приход из Кувајта, и Арапског полуострва. Мидхад-паша, гувернер Ирака, је захтевао да се Кувајт подвргне отоманској власти. Ал-Сабаси су нашли дипломатске савезнике у британском Форин офису. Маја 1896, шејка Мухамада Ал-Сабаха је убио његов полубрат, Мубарак ал-Сабах (Велики), кога је почетком 1897, отомански султан признао за qaimmaqam (провинцијалног под-гувернера) Кувајта.

## Мубарак Велики
У јулу 1897, Мубарак је позвао Британце да распореде своје борбене бродове дуж кувајтске обале. ово је довело до Прве кувајтске кризе, у којој су Отомани захтевали да Британци престану да се мешају у њихово царство. На крају, Османско царство је попустило, и избегло рат.
У јануару 1899, Мубарак је потписао споразум са Британцима, у коме је изјавио да Кувајт никад неће уступити неку територију, нити примити агенте или представнике иједне стране силе, без пристанка британске владе. У суштини, овај споразум је дао Британији контролу над спољном политиком Кувајта. Споразуме је такође Британији дао одговорност за државну безбедност Кувајта. Заузврат, Британија се сложила да да годишњу потпору владајућој породици, од 15.000 индијских рупија (1.500 £). 1915, Мубарак Велики је умро, и наследио га је син Џабир, који је владао тек мало дуже од године дана пре него што је умро почетком 1917, и наследио га је брат Салим.

## Англо-отомански састанак
Упркос жељи кувајтске владе да буде или независна, или под британском влашћу, на Англо-отоманском састанку 1913, Британци су се сложили са Османским царством у дефиницији да је Кувајт „аутономна држава“ Османског царства, и да шејци Кувајта нису независне вође, већ да носе титулу qaimmaqam (провинцијални под-гувернер) отоманске владе. 
На састанку је договорено да шејк Мубарак има власт над површином која се простире у полупречнику од 80 km од престонице. Ова област је означена црвеним кругом, и укључивала је острва Аухах, Бубијан, Фаилака, Кубар, Машиан, и Варба. Зелени круг је означавао површину од додатних 100 km полупречника, у којој је шејк имао право да сакупља доприносе и порезе од локалног становништва.

## Гранични рат са Неђдом
Након Првог светског рата, Османско царство је било поражено, и Британци су поништили Англо-отомански споразум, прогласивши Кувајт „независним шејкатом, под британским протекторатом“. Вакуум који је остао након пада Османског царства је заоштрио сукоб између Кувајта и Нађда. Шејк Салим Ал-Мубарак Ал-Сабах је инсистирао да је Кувајт имао пуну контролу над свом територијом у полупречнику од 140 km од престонице; међутим, владар Нађда, Абдул Азиз ибн Абдул Рахман ибн Сауд, је септембра 1920. тврдио да се границе Кувајта не простиру даље од зидина престонице. Ибн Сауд је приметио да споразум никад није ратификован, и да Кувајт није имао ефективну контролу над спорном територијом.
Маја 1920, ибн Саудови Вахабити Бедуини из Неђда су напали кувајтску испоставу у јужном Кувајту, натеравши је на повлачење. У октобру су напали Џахру, 40 km од престонице. Као одговор, Британци су послали бродове, оклопна возила, и авионе. Бедуини су се тада повукли.

## Укуаирски протокол
Током 1920-их и 1930-их, је дошло до колапса индустрије бисера, а самим тим и кувајтске економије. Један од главних разлога за ово је откриће вештачког гајења бисера. Кувајт је постао једна од најсиромашнијих земаља света, и постао је још више зависан од британске заштите.
Као одговор на разне бедуинске нападе, британски високи комесар у Багдаду, сер Перси Кокс, је донео Укуаирски протокол из 1922, који је дефинисао границе између Ирака и Неђда, и између Кувајта и Неђда.
1. априла, 1923, шејк Ахмад Ал-Џабер Ал-Сабах је писао британском политичком агенту у Кувајту, мајору Џону Мору, „Ја још увек не знам која је граница између Ирака и Кувајта, и било би ми драго ако бисте ви били љубазни да ми дате ову информацију“. Мор је, када је сазнао да ал Сабах присваја спољну зелену линију из Англо-отоманског споразума (4. априла), ову информацију проследио сер Персију.
19. априла, сер Перси је изјавио да британска влада признаје спољну линију из споразума, за границу између Ирака и Кувајта. Ова одлука је ограничила ирачки приступ Персијском заливу на 58 km углавном мочварне обале. Како би ово веома отежало Ираку да постане поморска сила (додељена територија није имала ниједну луку са дубоком водом), ирачки краљ Фаизал I (кога су Британци поставили као марионетског краља у Ираку) се није слагао са овим планом. Међутим, како је његова земља била под британском управом, он се није пуно питао. Ирак и Кувајт су формално ратификовали границу у августу. Граница је поново призната 1927. 
1941, истог дана када је отпочела немачка инвазија на Совјетски Савез (22. јун), Британци су преузели потпуну контролу над Ираком, Ираном и Кувајтом.
До почетка 1961, Британци су повукли свој посебни судски систем, који се бавио случајевима страних држављана у Кувајту, и кувајтска влада је преузела правну јурисдикцију по новим законима, чији су нацрт сачинили египатски правници. 19. јуна 1961, Кувајт је постао потпуно независан, након размене дипломатских нота са Уједињеним Краљевством.
Граница са Саудијском Арабијом је постављена 1922, Споразумом из Укуаира, након Битке за Џахру. Овај споразум је такође успоставио Неутралну зону између Кувајта и Саудијске Арабије, површине од око 5.180 km², на јужној граници Кувајта. Децембра 1969, Кувајт и Саудијска Арабија су потписали споразум, којим су поделили Неутралну зону (сада познату као Подељену зону), и извршили демаркацију нове међународне границе. Две земље подједнако деле нафту Подељене зоне, на копну, и мору.
Северна граница Кувајта са Ираком датира из споразума начињеног са Турском 1913. Ирак је прихватио ове услове 1932, при стицању независности од Турске. Међутим, након што је Кувајт стекао независност 1961, Ирак је хтео да присвоји Кувајт, под аргументацијом да је Кувајт био део Османског царства, под ирачким сузеренитетом. 1963, Ирак је поново прихватио кувајтски суверенитет, и границе на које је пристао 1913. и 1932, „Договореној забелешци између Државе Кувајта и Републике Ирака, која се тиче поновног успостављања пријатељских односа, признања, и сродних питања“.

## Сукоб са Ираком
Током 1980-их, Кувајт је у страху од Ирана након Иранске револуције подржавао Ирак у Иранско-ирачком рату. Кувајт је слао велике своте новца Ираку. Због овога, Иран је напао кувајтске нафтне танкере, и Кувајт јеонда затражио заштиту од Сједињених Држава, које су послале своје бродове у залив.
Након што је био савезник Ирака током Иранско-ирачког рата (углавном зарад ирачке заштите од исламистичког Ирана), Ирак је извршио инвазију, и анектирао Кувајт (Ирак је тада био под режимом Садама Хусеина) у августу 1990. Хусеинова главна оправдања су била да је кувајтска територија у ствари ирачка провинција, и да је анексија била одмазда за „економски рат“ који је кувајт водио тако што је наводно правио косе бушотине, и крао ирачку нафту. Након анексије је укинута монархија, и постављен је ирачки гувернер.
Иако је испрва био неопредељен према потенцијалној ирачкој анексији Кувајта, амерички председник Џорџ Х. В. Буш је на крају осудио Хусеинове акције, и започео истеривање ирачких снага. Под мандатом Савета безбедности УН, Сједињене Државе су повеле коалицију 34 земље у Рат у Персијском заливу, како би поново успоставиле власт кувајтског емира. Након неколико недеља ваздушног бомбардовања, коалиција Уједињених нација, предвођена америчким снагама, је започела копнени напад 23. фебруара 1991. Овим нападом су ирачке снаге у потпуности избачене из Кувајта за само четири дана. Након рата, УН су, по резолуцији Савета безбедности 687, извршиле демаркацију ирачко-кувајтске границе, на основи договора између две државе из 1932, и 1963. новенбра 1994, Ирак је званично признао ову границу са Кувајтом.
Кувајт је потрошио више од пет милијарди долара да поправи нафтну инфраструктуру оштећену током 1990. и 1991.
2003, Кувајт је служио као главна припремна баа коалиционих снага које су предводиле САД, у инвазији на Ирак; Кувајт је био једина арапска држава која је јавно подржала инвазију.